# José Farinha Relvas de Campos
José Farinha Relvas de Campos ComNSC (Sertã, Ermida, Relvas, c. 1791 – Golegã, Golegã, 27 de fevereiro de 1865) foi um lavrador e político português.

## Biografia
Segundo filho de Manuel Farinha (Sertã, Troviscal (hoje Ermida), Relvas, 1738 – ?), e de sua mulher (Sertã, Troviscal, 1773) Maria Antónia (Sertã, Sertã, Aldeia da Ribeira - ?), era irmão de Manuel Farinha Relvas de Campos, o primogénito, Capitão de Ordenanças e Presidente da Câmara Municipal de Oleiros, que casou e teve descendência, já extinta em 1930, os quais acrescentaram ao apelido Farinha, que já seu pai usara, o de Relvas, que tiraram do lugar da sua naturalidade.
Foi Arrendatário da Comenda de Oleiros, indo, depois, viver na Golegã, onde foi Senhor da Casa dos Patudos.
A 8 de Setembro de 1845 foi feito 200.º Comendador da Ordem de Nossa Senhora da Conceição de Vila Viçosa.
Foi eleito para a 7.ª Legislatura, de 2 de Janeiro de 1848 a 25 de Maio de 1851, em representação do Círculo Eleitoral da Província da Estremadura, e que, na sessão parlamentar de 25 de Fevereiro de 1850, resignou do seu cargo, sem ter prestado juramento.
Casou com Clementina Amália de Mascarenhas Pimenta (Sertã, Sertã, c. 1810 - ?), irmã de Carlos de Mascarenhas Pimenta, Governador Civil do Distrito de Portalegre, a quem o Estado, por lhe ficar a dever seus ordenados, deu, em compensação, o Convento e Cerca de Santo António da Sertã. Foi seu filho único Carlos Augusto de Mascarenhas Relvas de Campos.